# 51e division de chars
Pour les articles homonymes, voir 51e division.
La 51e division de chars (en russe : 51-я танковая дивизия) est une unité militaire de l'armée soviétique. Créée en 1968, elle rejoint en 1974 de la 39e armée interarmes du district militaire de Transbaïkalie.
La division était stationnée dans la ville de Boulgane en république populaire mongole.

## Historique
La division a été créée à Novotcherkassk sur l'ancienne base de la 5e division de chars de la Garde, qui est partie pour le district militaire de Transbaïkalie le 12 novembre 1968. En 1974, la 51e division part également, mais à Boulgane sur le territoire de la république populaire mongole.
La 51e division de chars, dans le cadre du retrait général de la 39e armée interarmes de la république populaire mongole, est redéployée dans la ville de Naouchki (république socialiste soviétique autonome bouriate) le 1er octobre 1989 et dissoute.

## Composition
Dans les années 1980 :
- État-major ( Boulgane );
- 349e régiment de chars (Boulgane) ;
- 421e régiment de chars (Boulgane) ;
- 468e régiment de chars (Boulgane) ;
- 189e régiment de fusiliers motorisés (Erdenet) ;
- 1223e régiment d'artillerie automotrice (Boulgane) ;
- 1224e régiment de missiles anti-aériens (Boulgane) ;
- 131e divizion de missiles distinct (Boulgane) ;
- 252e bataillon de reconnaissance distinct (Boulgane) ;
- 547e bataillon du génie distinct (Boulgane) ;
- bataillon séparé de réparation et de restauration (Boulgane) ;
- 1020e bataillon de communications distinct (Boulgane) ;
- 1085e bataillon logistique distinct (Boulgane) ;
- bataillon médical séparé (Boulgane);
- compagnie de défense chimique (Boulgane);
- bureau de renseignement (Boulgane).